# Tschuggen Grand Hotel

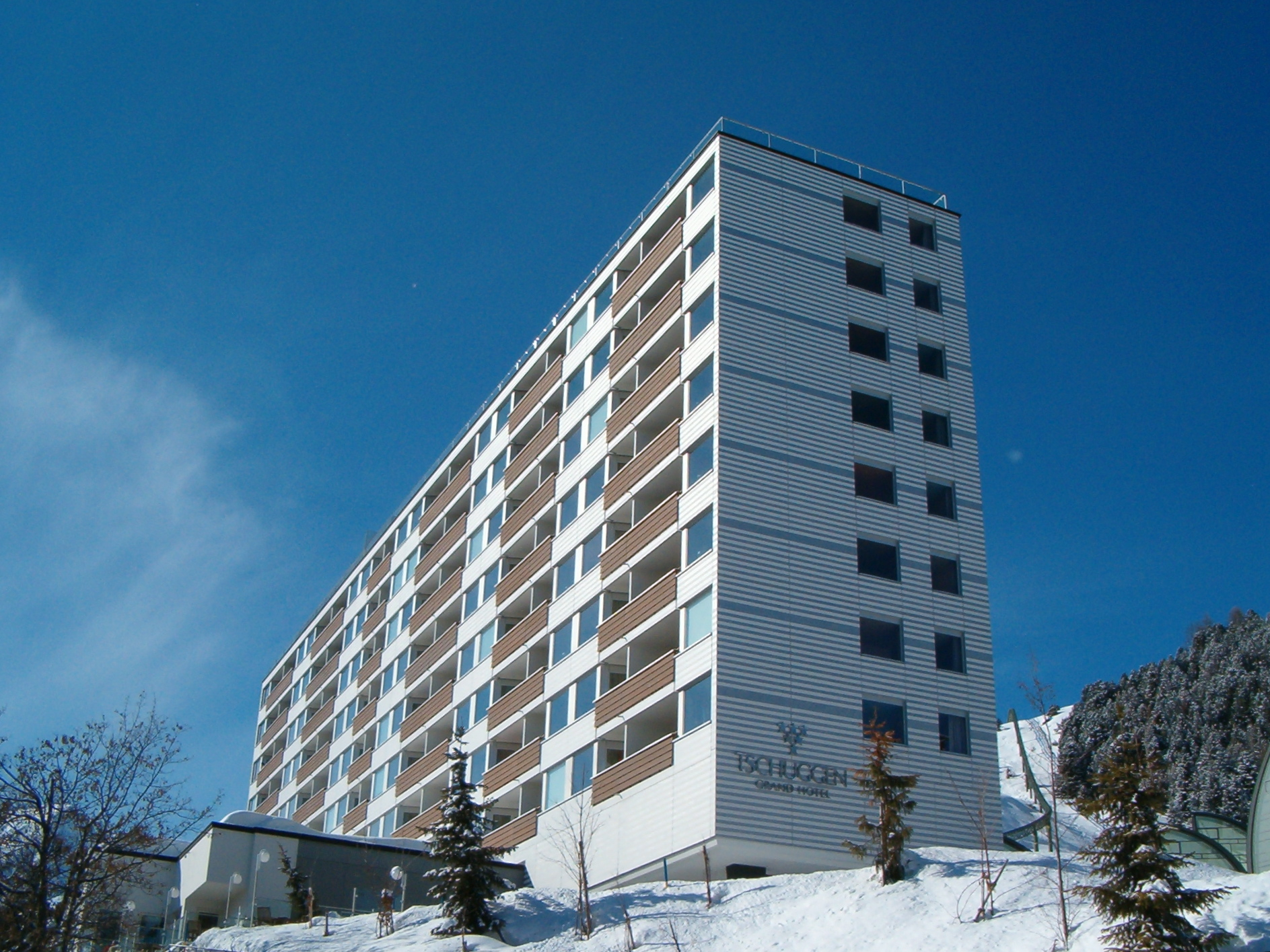
Das Tschuggen Grand Hotel, Hauptgebäude von 1970

Das Tschuggen Grand Hotel ist ein auf Wintersport spezialisiertes Luxushotel in Arosa in Graubünden in der Schweiz. Es ist einen Kilometer vom Berg Tschuggen entfernt.
Es ist Mitglied in der Allianz The Leading Hotels of the World.

## Hotel
Das Hotel hat 128 Zimmer und Suiten. Das Hotel hat vier Restaurants, darunter das unter Marco Campanella mit zwei Michelinsternen ausgezeichnete La Brezza.
Es gibt die hoteleigene Bergbahn Tschuggen Express.

## Geschichte
1883 besuchte Otto Herwig aus Hanau am Main wegen eines Lungenleidens Arosa, überzeugt von der heilsamen Wirkung der Aroser Bergluft. Kurze Zeit später gründete er zusammen mit seiner Schwester Marie Herwig das "Sanatorium Berghilf" für Lungenkranke, die sich dort überwiegend während der Sommermonate aufhielten. Er begründete damit den Luftkurort Arosa. 1892 übernahm Marie Herwig das Haus und führte es bis zu ihrem Tod 1922. 1929 wurde aus dem Sanatorium das Tschuggen Grand Hotel für Wintersportler; dieser Wandel war typisch für die gesamte Entwicklung des Tourismus in Arosa. 1966 zerstörte ein Grossbrand das Anwesen. Der Wiederaufbau dauerte vier Jahre. Im Herbst 1970 wurde die Wiedereröffnung gefeiert.
Armin Wyssmann, der langjährige Besitzer und Direktor des Hauses, verkaufte das Tschuggen Grand Hotel im Jahr 1980 an Karl-Heinz Kipp (1924–2017). Das Hotel ist bis heute im Besitz der Familie Kipp-Bechtolsheimer.
2004 wurde unter Leitung des Architekten Mario Botta die Errichtung der Tschuggen Bergoase umgesetzt. Die hoteleigene Bergbahn Tschuggen Express, die ausschliesslich Hotelgästen zugänglich ist, wurde 2007 eröffnet.

## Galerie

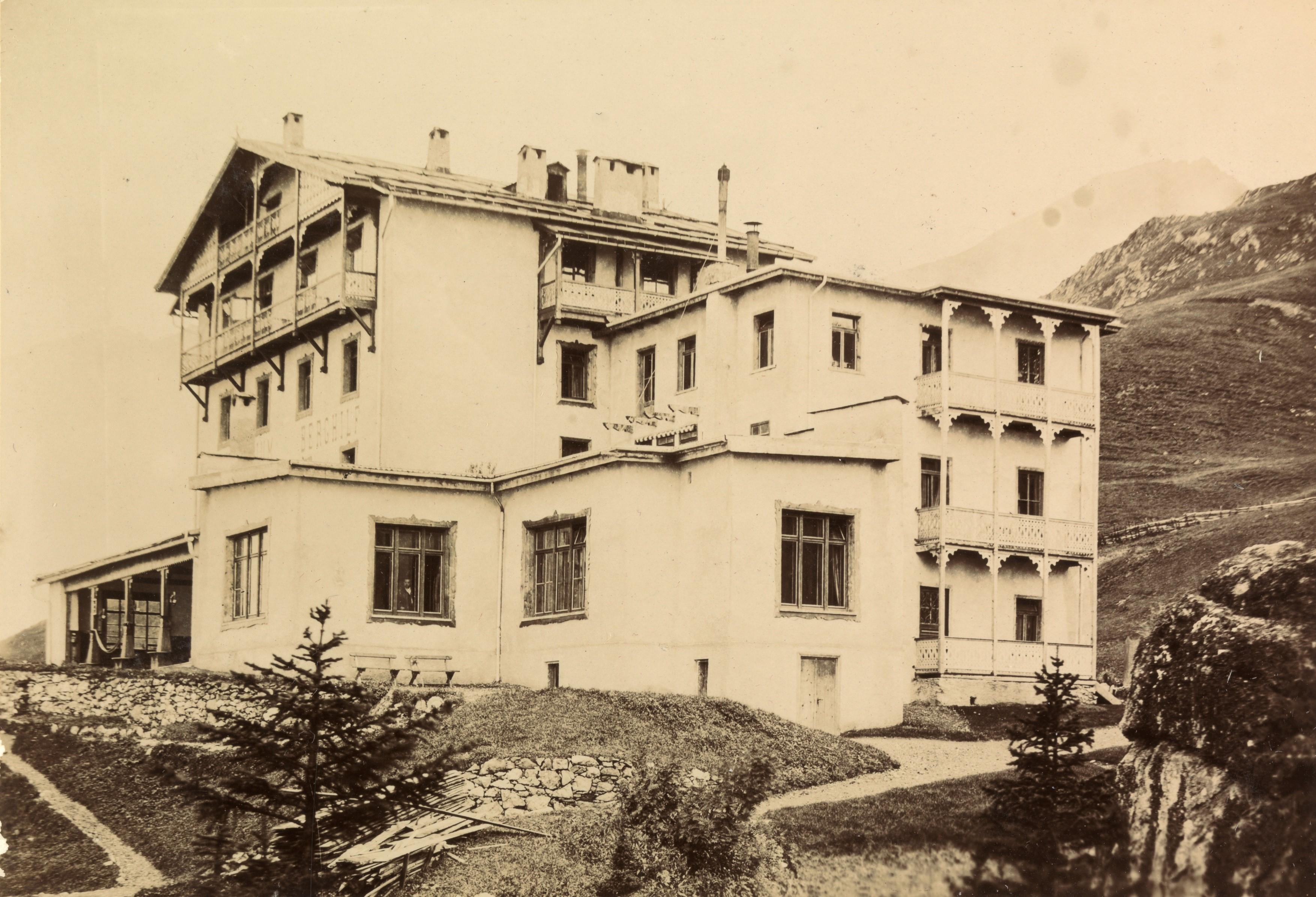
Sanatorium Berghilf (1890)
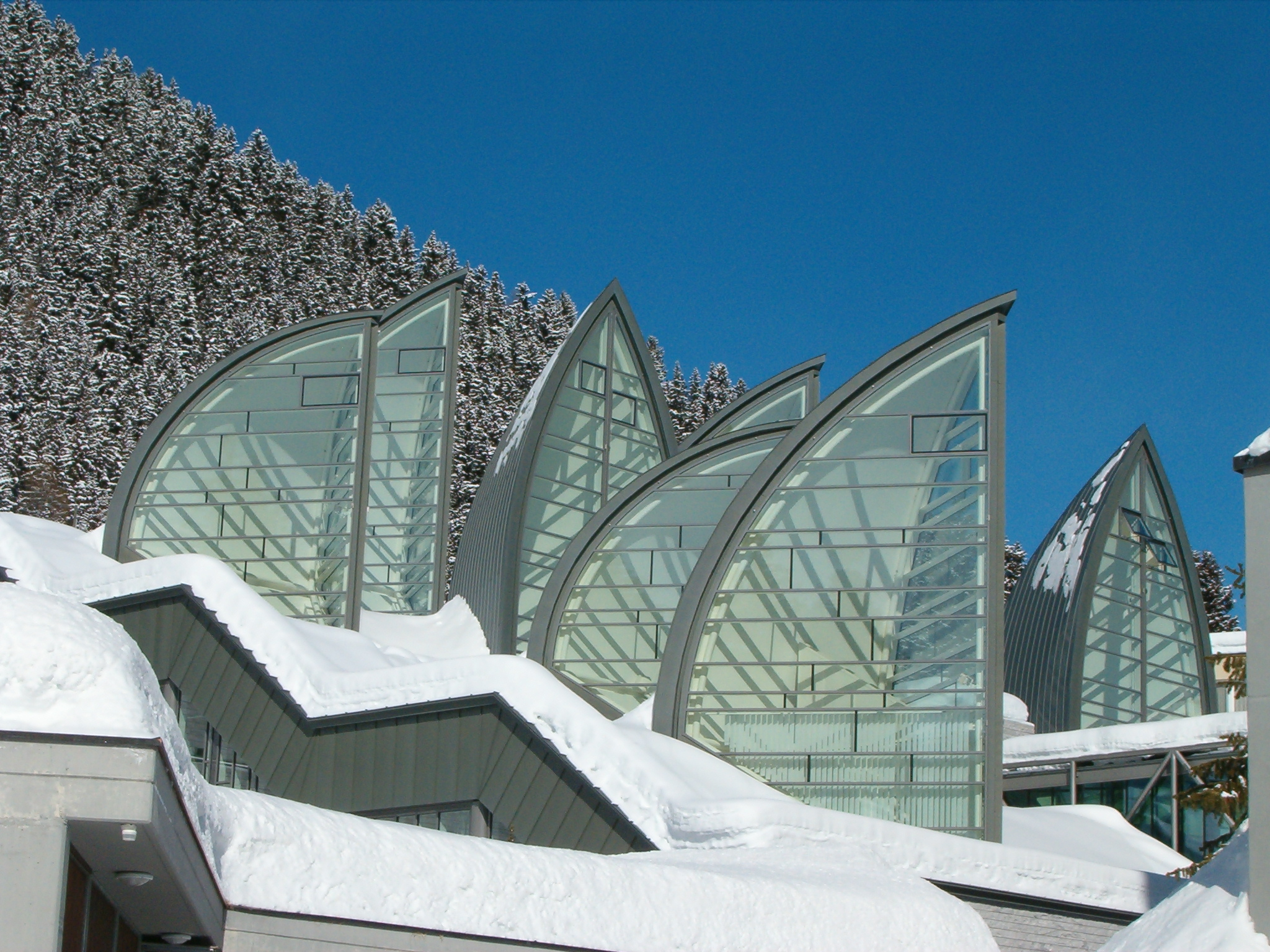
Die Bergoase des Tschuggen Grand Hotels von 2006
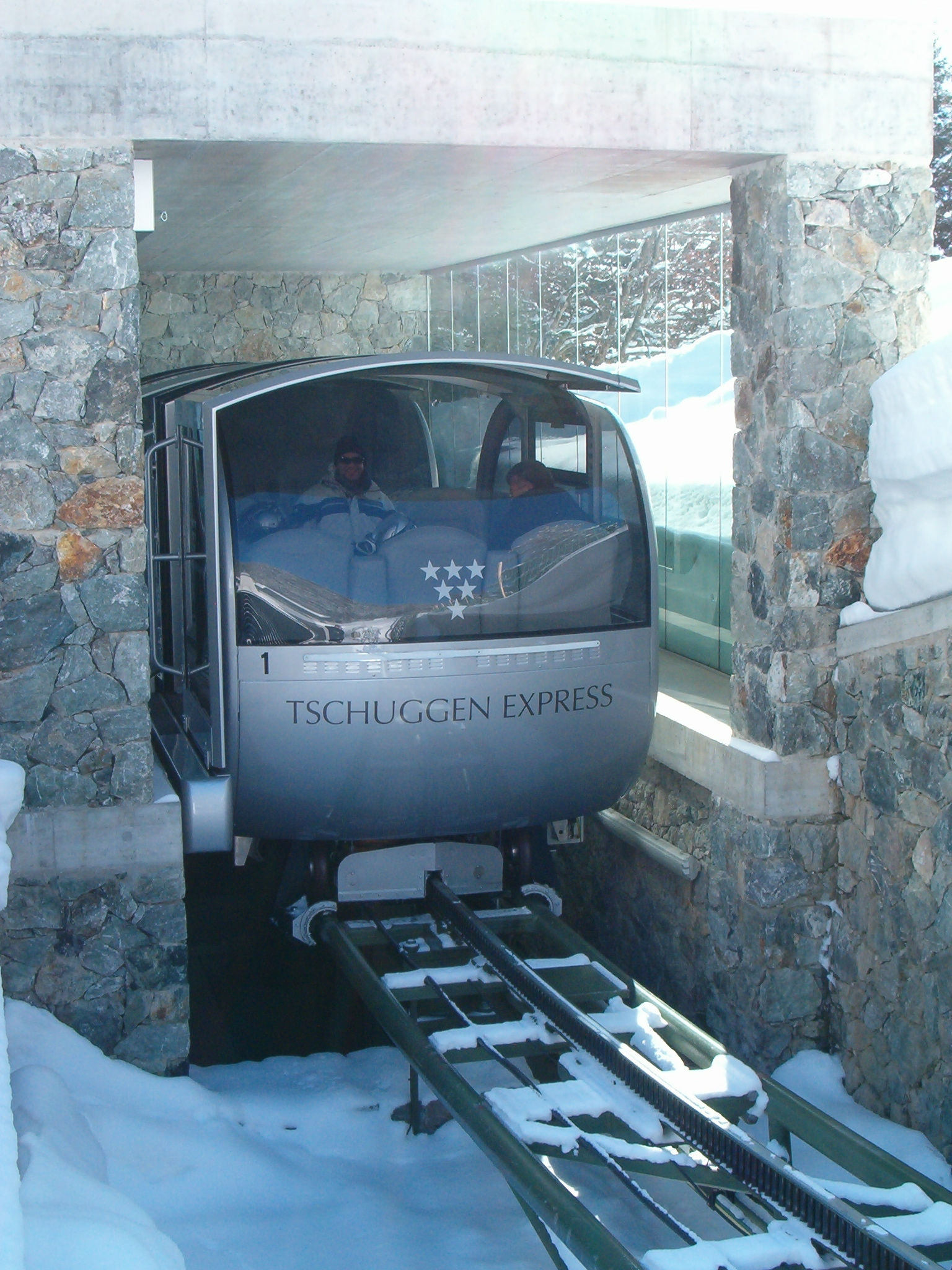
Der Tschuggen Express (2010)